# Stanislav Rajdl
Stanislav Rajdl (* 26. Juni 1911 in Prag; † 13. Mai 1978 ebenda) war ein tschechoslowakischer Boxer.

## Werdegang
Stanislav Rajdl, der für den BC Prag boxte, nahm an den Olympischen Sommerspielen 1936 in Berlin teil. In seinem Erstrundenkampf unterlag er im Weltergewichtsturnier dem Argentinier Raúl Rodríguez.
Bei den Olympischen Sommerspielen 1952 war Rajdl als Ringrichter im Einsatz.